# ЗІЛ-ММЗ-4502

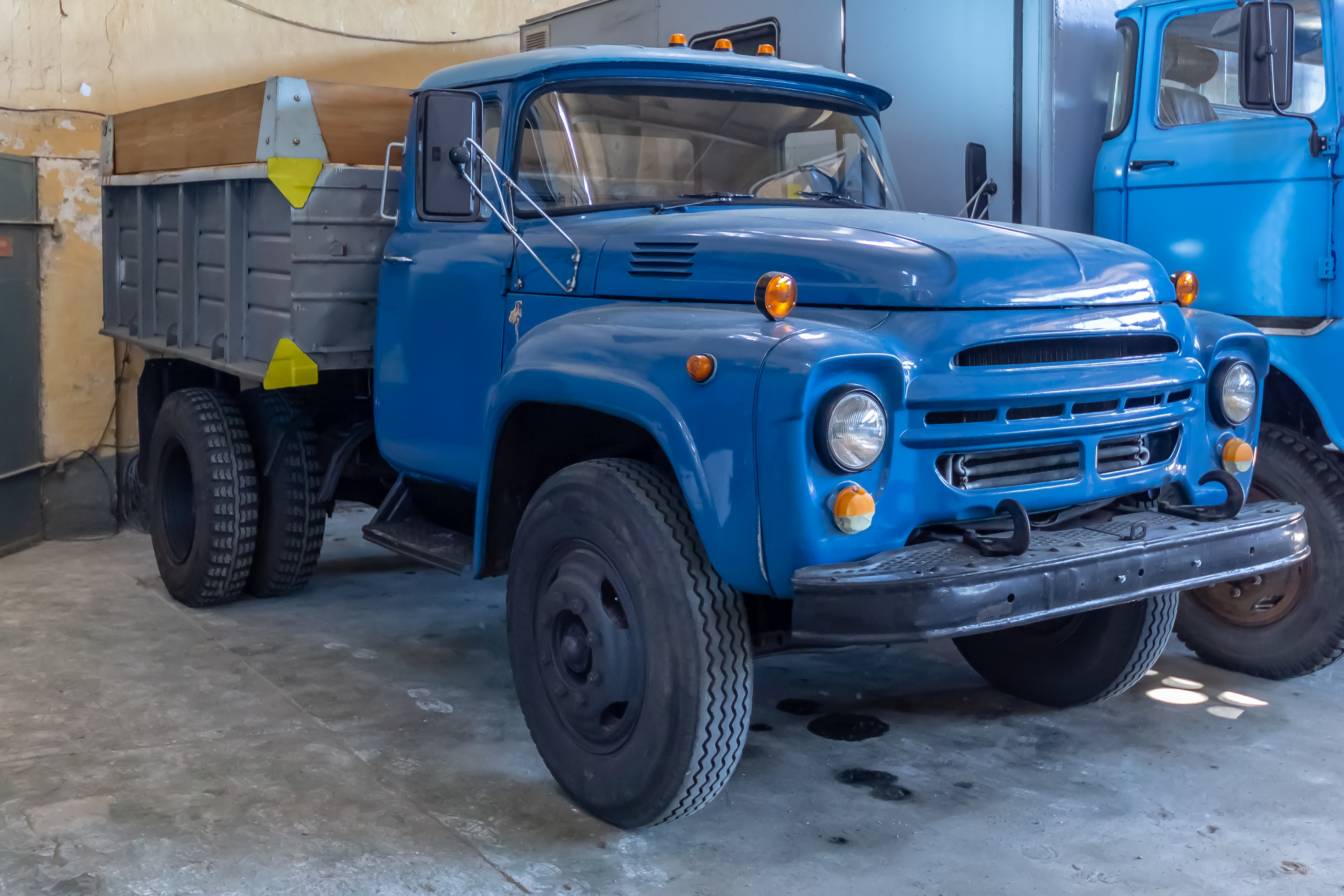
ЗІЛ-ММЗ-4502

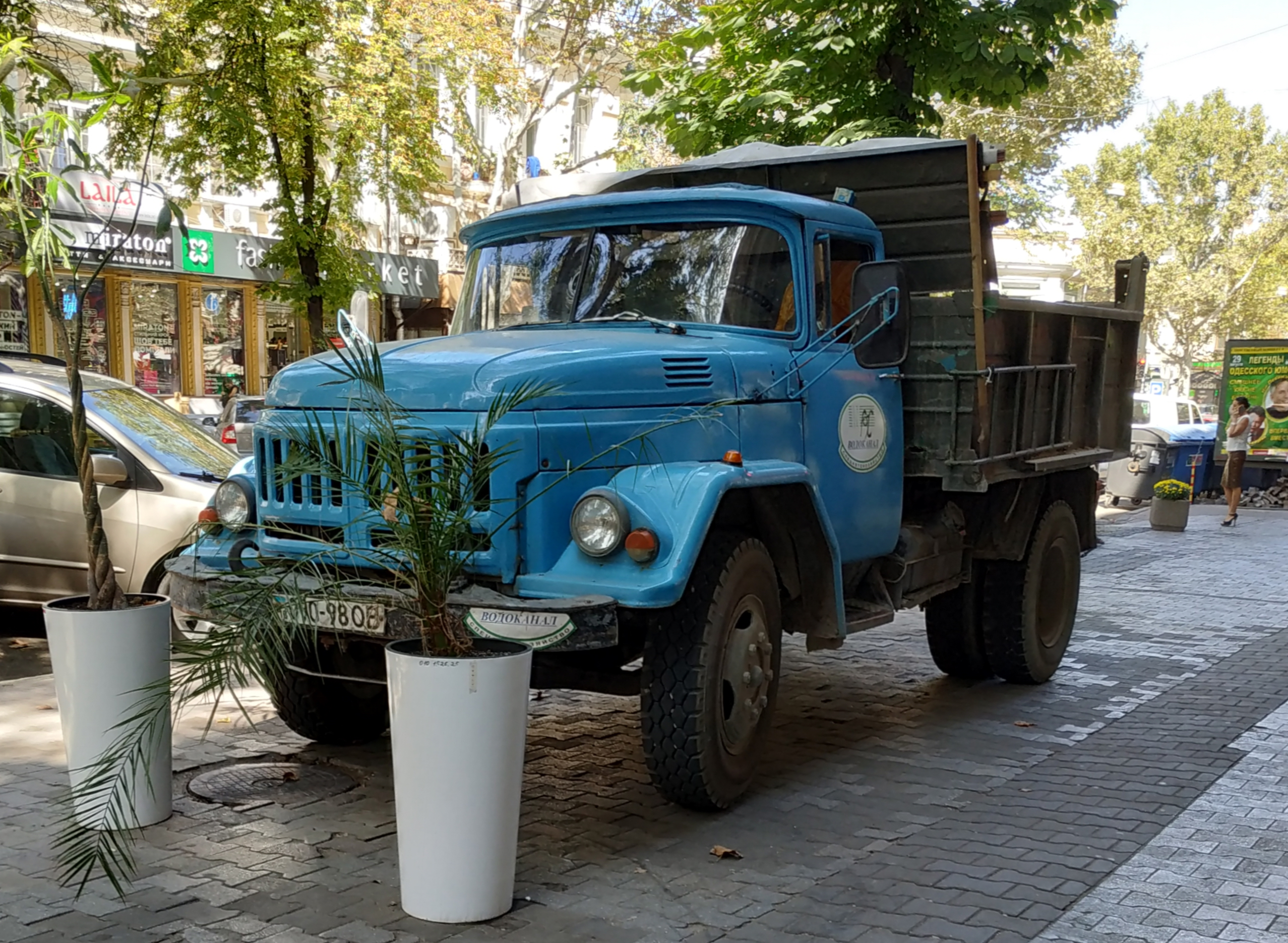
АМУР(УАмЗ)-531350

- ЗІЛ-ММЗ-4502 (4х2) — випускався Митищінським машинобудівним заводом з 1975 року, на базі автомобіля ЗІЛ-130; може працювати з самоскидним причепом повною масою 7225 кг.

Кузов — цільнометалевий з розвантаженням назад, з надставними бортами.

## Модифікації
ЗІЛ-ММЗ-45021 з двигуном ЗІЛ-157Д (рядний; 6 Ц; 100х114,3 мм; об'єм 5,38 л; ступінь стиснення 6,5; потужність 110 к.с.) призначений для роботи на бензині А-72, розрахований на роботу без причепа.
ЗІЛ-ММЗ-45022 відрізняється від ЗІЛ-ММЗ-4502 наявністю буксирного пристрою та гідро-, пневмо- і електровиводами для підключення складових систем причепа.